# Campo Verano
Campo Verano (italsky Cimitero del Verano) je hřbitov v Římě, který byl založen na počátku devatenáctého století. Hřbitov je v současné době rozdělen do sekcí: židovský hřbitov, katolický hřbitov a památník obětem I. světové války.

## Historie
Verano (oficiálně "cimitero comunale monumentale Campo Verano") se nachází v římské čtvrti Tiburtino, poblíž baziliky San Lorenzo fuori le mura. Název verano je odvozen ze starověkého latinského místního názvu Ager Veranus (Veranovo pole), na jehož území se dnes hřbitov nachází.
V místě se nacházely starověké křesťanské katakomby, avšak současný hřbitov byl založen až během Napoleonova království v Itálii v letech 1807–1812, kdy architekt Giuseppe Valadier, byl pověřen po vydání Saint-Cloudského ediktu (francouzsky Décret Impérial sur les Sépultures), týkající se pohřebnictví, vybrat toto pohřebiště, ležící za městskými hradbami. Papežské úřady mají dodnes určitou kontrolu nad správou hřbitova.

## Pohřbené osobnosti
- Bud Spencer (1929-2016) – italský herec, plavec, hráč vodního póla, pilot a podnikatel.
- Aleksander Gierymski (1850–1901) – polský malíř
- Silvio Spaventa (1822–1893) – vlastenec a politik
- Marià Fortuny (1838–1874) – katalánský malíř
- Henricus Smeulders, Ocist – duchovní
- Alessandro Moreschi (1858–1922) ‒ italský kastrát
- Clara Petacci (1912–1945), milenka Benita Mussoliniho
- Mariano Fortuny y Madrazo (1871–1949) ‒ španělský návrhář a malíř
- Israel Zolli (1881–1956) ‒ profesor a spisovatel
- Ronald Firbank (1886–1926) ‒ anglický spidovatel
- Giuseppe Ungaretti (1888–1970) ‒ modernistický básník, žurnalista
- Charles Kenneth Scott Moncrieff (1889–1930) ‒ skotský překladatel Proustova románu Hledání ztraceného času
- Alberto Moravia (1907–1990) ‒ italský spisovatel a novinář
- Cyril Toumanoff (1913–1997) ‒ historik a genealog
- Alida Valli (1921–2006) ‒ italská filmová herečka
- Ennio Balbo (1922–1989) ‒ herec
- Marcello Mastroianni, OMRI (1924–1996) – herec
- Elio de Angelis (1958–1986) ‒ jezdec Formule 1
- Riccardo Zanella (1875–1959) ‒ politik